# Udara akasa
Udara akasa là một loài bướm ngày nhỏ được tìm thấy ở Ấn Độ, thuộc họ Bướm xanh.

## Phân bố
Nó được tìm thấy ở Sri Lanka và South India.

## Hình ảnh

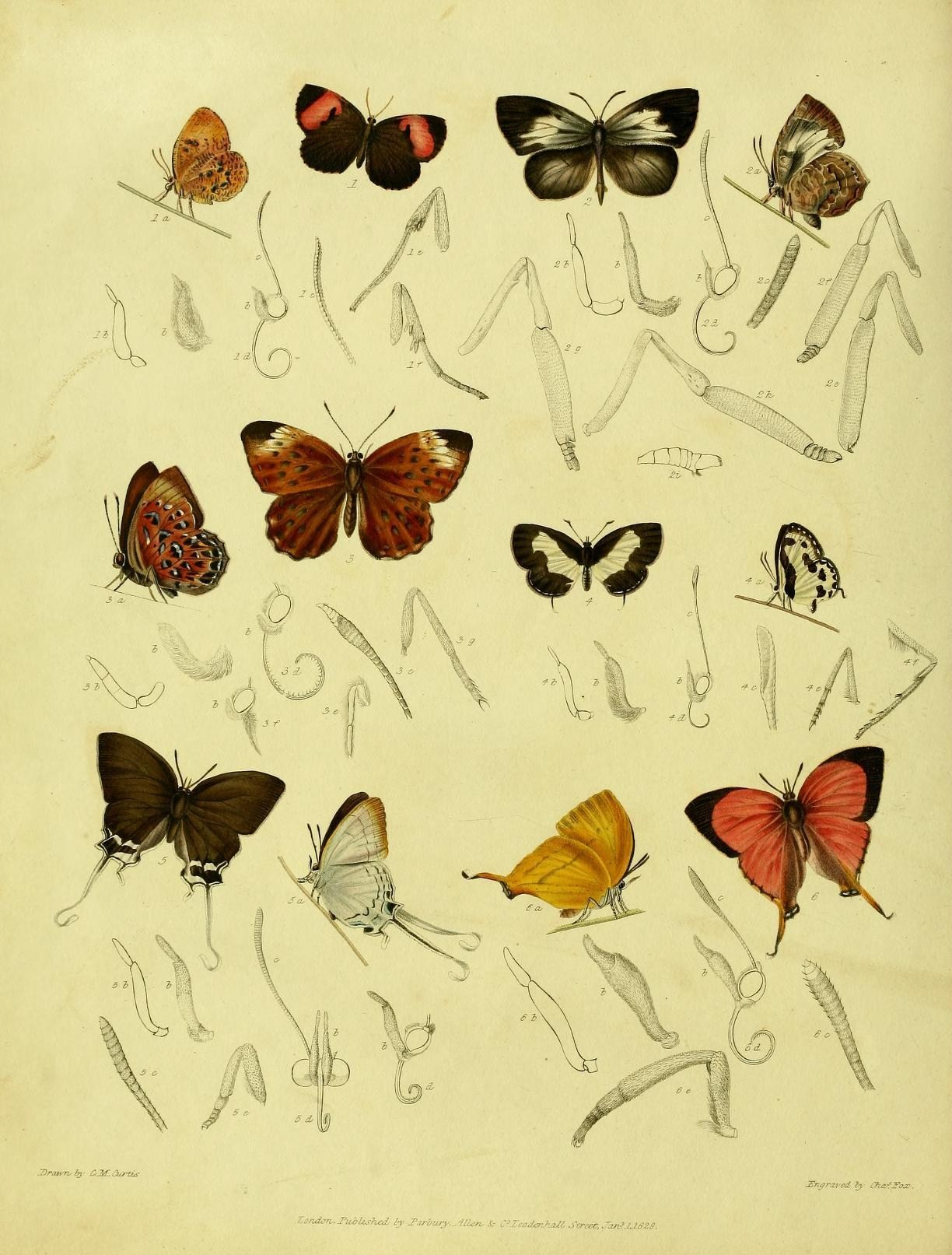
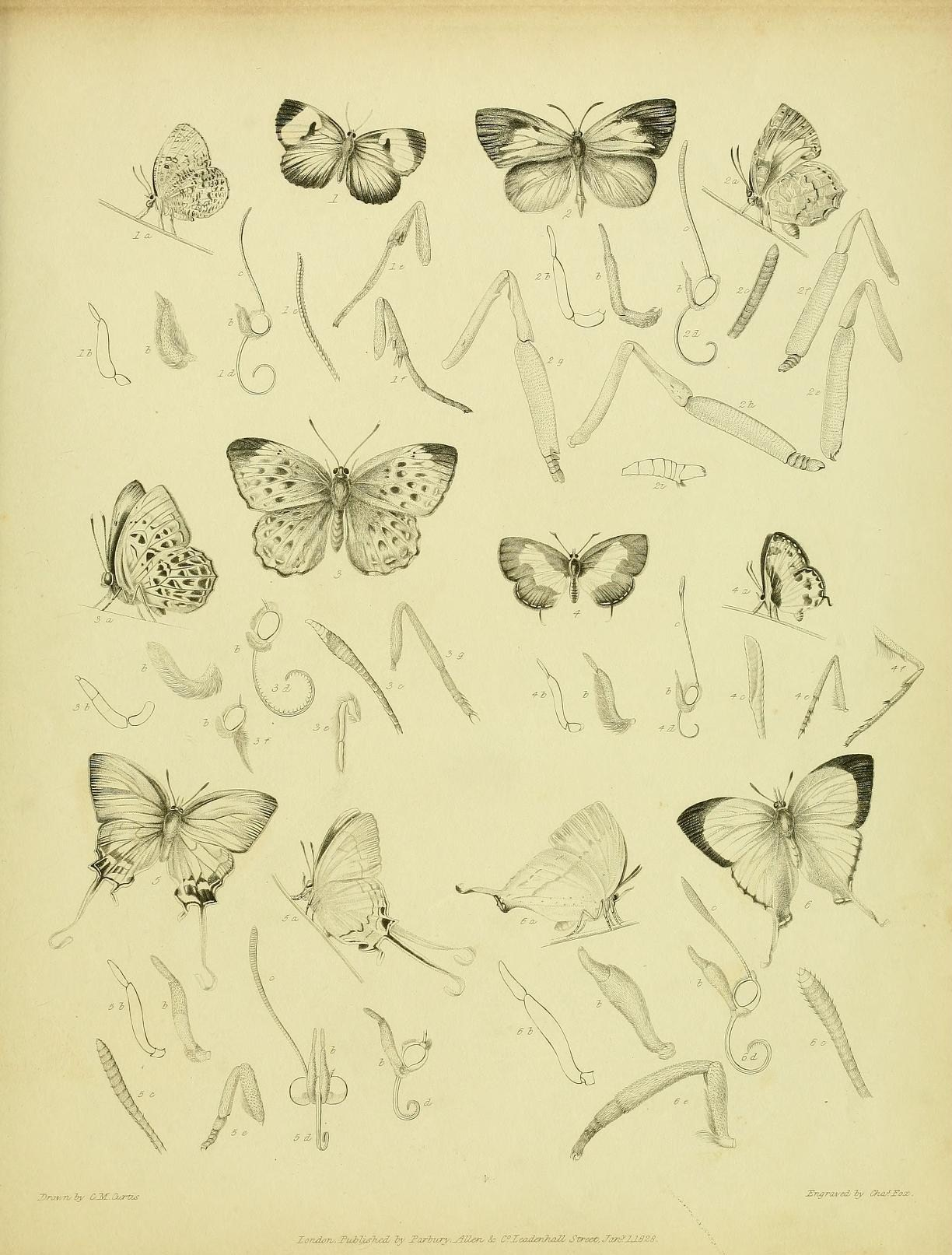
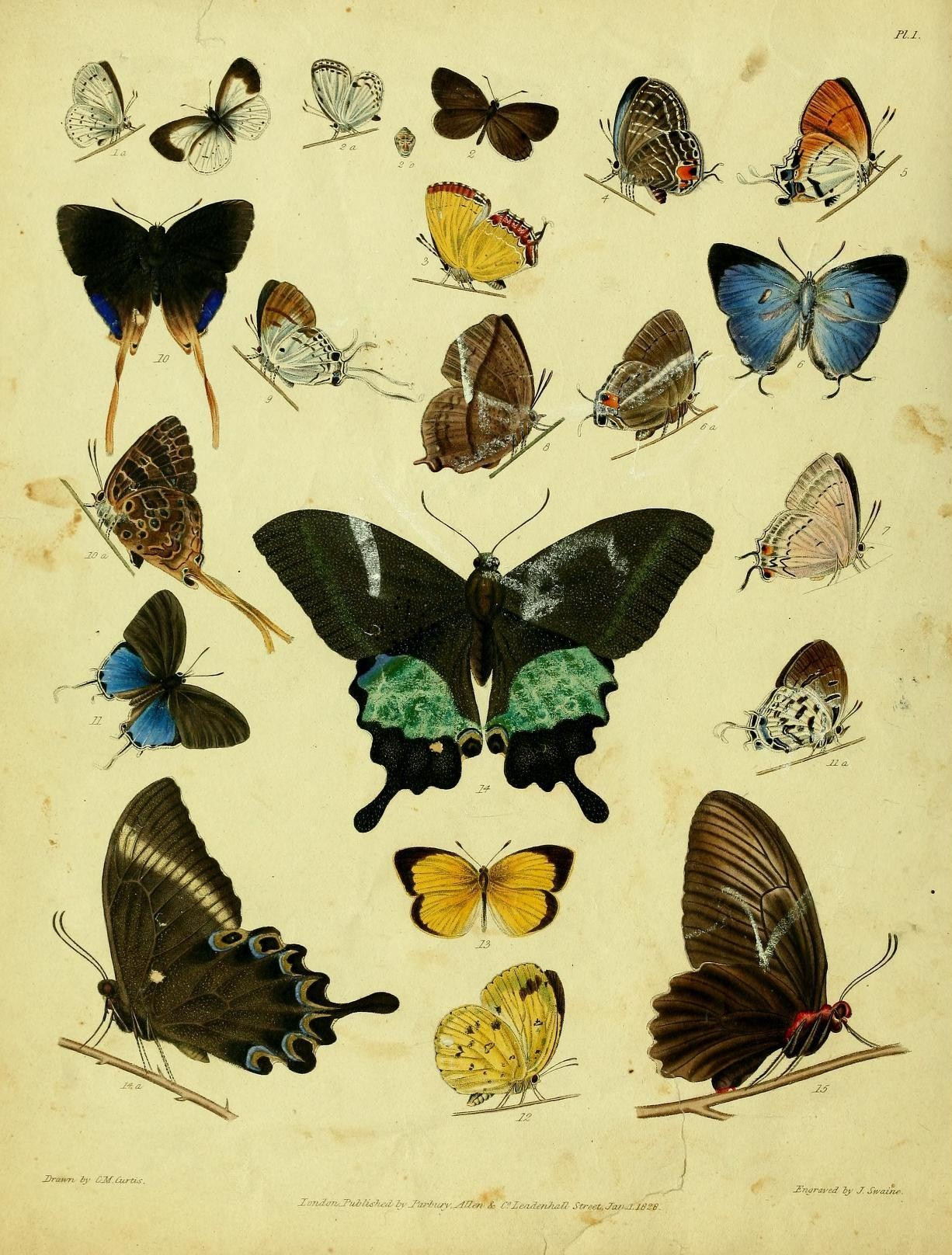
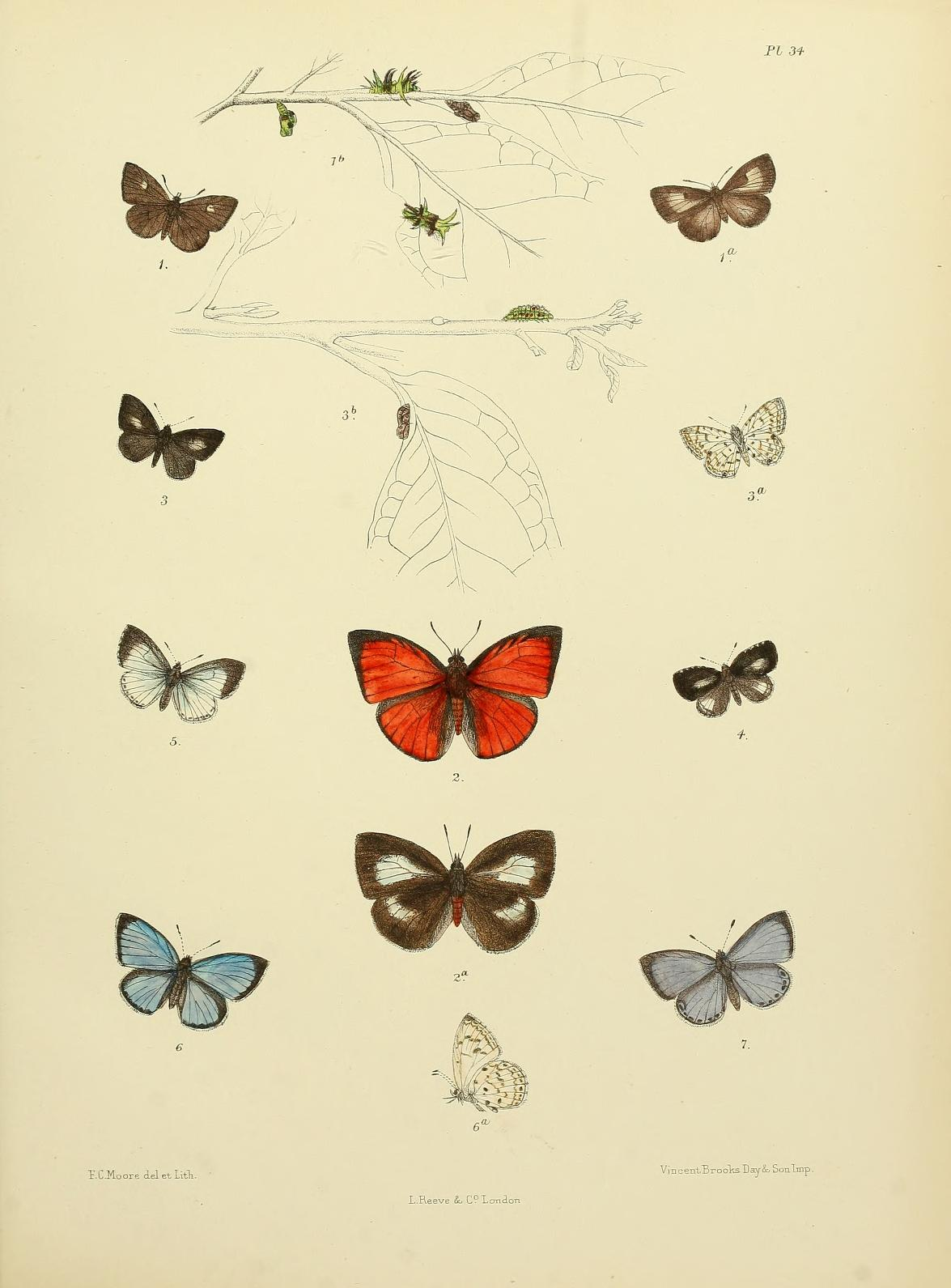